# 射精不能
射精不能（しゃせいふのう）または無射精症（むしゃせいしょう）（英: Anejaculation）とは、男性において勃起して、オーガズムを伴うが/伴わず、射精ができない病的な状態である。

## 原因
|                                          | 自慰・性交 | 陰茎振動刺激 | AchE 阻害薬 |
| ---------------------------------------- | ---------- | ------------ | ----------- |
| 完全脊髄損傷                             | 12%        | 47%          | 55%         |
| 不全脊髄損傷                             | 33%        | 53%          | 78%         |
| 交感神経の完全病変（T12～L2）            |            | N/A          | 5%          |
| 副交感神経と体性神経の完全病変（S2～S4） |            | N/A          | 31%         |
| 全脊髄射精中枢の完全病変（T12～S5）      |            | N/A          | 0%          |
| オヌフ核上の完全病変（S2～S4）           |            | 98%          | 98%         |
| S2～S4の完全病変                         |            | N/A          | N/A         |

下記の原因の内、1つ以上による：
- 性的抑制（英語版）
- 薬理学的―主に抗うつ薬や抗精神病薬によるもので、このような経験をした患者は、薬物療法を中断する傾向がある[3]。
- 自律神経系の機能不全
- 前立腺切除術―前立腺の外科的切除。
- 射精管閉塞症（英語版）
- 脊髄損傷―無射精症を含む性機能障害を引き起こす。射精可能となる割合は、右の表に示されているように、病変の種類によって異なる。
- 加齢
- 糖尿病[1]

射精不能、特にオルガスムを伴う無射精症は、通常、逆行性射精と区別がつかない。しかし、尿検査が陰性で、尿中に精子が異常量存在しないことを確認すれば、逆行性射精の診断は排除される。このように、罹患者に絶頂感と不随意性筋収縮があるが精液の量が全く無いか非常に少ない場合は、射精管閉塞が基礎病態である可能性がある。

## 管理

### 脊髄損傷における射精不能
脊髄損傷男性における精液採取の第一選択肢は、陰茎振動刺激法である。陰茎振動刺激装置は、陰茎亀頭の周囲に装着し、振動によって陰茎を刺激するペンチのような器具である。PVSで失敗した場合は、電気射精や、経皮的精巣上体精子吸引術または精巣内精子回収術によって外科的に精子を採取することもある。